# アレクサンドル・ホロシャーヴィン
アレクサンドル・ヴァジモヴィチ・ホロシャーヴィン（ホロシャヴィン、ロシア語: Александр Вадимович Хорошавин, ラテン文字転写: Aleksandr Vadimovich Khoroshavin, 1959年11月26日 - ）は、ロシアの政治家。サハリン州（元の樺太と千島列島に相当）知事を務めた。アムール州出身。
1981年極東極東高等理工科学校（現在の極東工科大学）を卒業する。2000年極東公共サービスアカデミーを修了し、経済学博士候補号を取得する。その後、電線路敷設分野勤務を経て、1987年オハ市共産党機関勤務。1991年「アグロメラート」協会議長。1993年卸売会社「イヴァ社」を設立する。1997年オハ市副市長を経て、2001年3月18日からオハ市長。
2007年8月2日、サハリン南部ネベリスク地区で地震が起こる。これに対して、8月7日、ウラジーミル・プーチン大統領は対策の不手際を理由にイワン・マラホフ州知事を解任し、ホロシャーヴィンが後任の知事に任命された。ホロシャーヴィンは、与党統一ロシアサハリン州支部政治評議会評議員でもある。
2011年7月7日、サハリン州議会はホロシャーヴィンの再任を賛成多数で承認した。
2013年12月、日本経済新聞に対して、間宮海峡に鉄道・道路の連絡橋を架ける工事について2019年着工を目指すと述べた。同様に宗谷海峡に北海道とサハリン（樺太）を結ぶトンネルを建設する計画にも言及し、日本側の協力を呼びかけた。
2015年3月4日、側近3人とともに巨額の収賄の容疑で逮捕された。3月25日に知事を辞職。